# کمیته‌های مقاومت مردمی
کمیته‌های مقاومت مردمی (به عربی: لجان المقاومة الشعبية) مجموعه‌ای از گروه‌های شبه‌نظامی نظامی فلسطینی در نوار غزه و کرانه باختری رود اردن است که در ۲۸ سپتامبر ۲۰۰۰ در پی درگرفتن انتفاضه‌الاقصی اعلام موجودیت کرد و از آن هنگام عملیات‌های نظامی متعدّدی را علیه اسرائیل به انجام رسانده است.
بیشتر اعضای کمیته‌های مقاومت مردمی از جمله بنیان‌گذار آن جمال عطایا ابوسمهدانه، در گذشته عضو فتح و گردان شهدای الاقصی بوده‌اند. این سازمان در فهرست سازمان‌های تروریستی آمریکا و اسرائیل قرار دارند.